# Morti nel 1971/Giugno
| Questa pagina contiene informazioni ricavate automaticamente dalle voci biografiche con l'ausilio del template Bio e di un bot. L'aggiornamento è periodico e automatico e ricostruisce completamente la pagina. Se manca una persona in questa lista, sei pregato di non aggiungerla, ma accertati piuttosto che la sua voce biografica contenga il template Bio e che i dati anagrafici siano correttamente compilati. Se il template Bio manca, inseriscilo tu stesso o, in alternativa, metti l'avviso {{tmp\|Bio}} che ne segnala la mancanza. Se i dati riportati sono sbagliati, correggi direttamente la voce biografica; le modifiche saranno visibili in questa lista entro pochi giorni. Per chiarimenti vedi il progetto biografie. La lista contiene solo le 90 persone che sono citate nell'enciclopedia e per le quali è stato implementato correttamente il template Bio. Pagina aggiornata al 3 mar 2024. |

- 1º giugno - Reinhold Niebuhr, teologo statunitense (n. 1892)
- 1º giugno - Klaus Stürmer, calciatore tedesco (n. 1935)
- 2 giugno - Charles Dekeukeleire, regista e saggista belga (n. 1905)
- 2 giugno - William Wadsworth Hodkinson, imprenditore statunitense (n. 1881)
- 3 giugno - Oscar Baronti, ciclista su strada italiano (n. 1909)
- 3 giugno - Heinz Hopf, matematico tedesco (n. 1894)
- 3 giugno - Guido Tonetti, arcivescovo cattolico italiano (n. 1903)
- 3 giugno - Mario Tosolini, calciatore italiano (n. 1918)
- 4 giugno - György Lukács, filosofo, sociologo e politologo ungherese (n. 1885)
- 5 giugno - Clare Dennis, nuotatrice australiana (n. 1916)
- 5 giugno - André Trocmé, pastore protestante francese (n. 1901)
- 6 giugno - Giacinto Gambirasio, imprenditore, politico e poeta italiano (n. 1896)
- 6 giugno - Bill Kotsores, cestista statunitense (n. 1924)
- 6 giugno - Flournoy Miller, comico, attore e commediografo statunitense (n. 1885)
- 6 giugno - Roberto Viau, cestista argentino (n. 1931)
- 6 giugno - Edward Andrade, fisico inglese (n. 1887)
- 7 giugno - Lauro Amadò, calciatore svizzero (n. 1912)
- 7 giugno - Leo Burnett, pubblicitario statunitense (n. 1891)
- 7 giugno - Alvin Saunders Johnson, economista statunitense (n. 1874)
- 7 giugno - Ben Pollack, batterista e direttore d'orchestra statunitense (n. 1903)
- 8 giugno - Piero Gherardi, architetto, scenografo e costumista italiano (n. 1909)
- 8 giugno - Francesco Giunta, politico italiano (n. 1887)
- 8 giugno - Arnoldo Mondadori, editore italiano (n. 1889)
- 9 giugno - Harold Lloyd Jr., attore statunitense (n. 1931)
- 9 giugno - R. R. Winterbotham, scrittore statunitense (n. 1904)
- 10 giugno - Virginia True Boardman, attrice statunitense (n. 1889)
- 10 giugno - Massimo Del Fante, politico e imprenditore italiano (n. 1894)
- 10 giugno - Michael Rennie, attore britannico (n. 1909)
- 11 giugno - John W. Campbell, autore di fantascienza e curatore editoriale statunitense (n. 1910)
- 11 giugno - Jules Dewaquez, calciatore francese (n. 1899)
- 11 giugno - Pietro Quaroni, diplomatico italiano (n. 1898)
- 12 giugno - Hans Joachim von Mellenthin, militare tedesco (n. 1887)
- 13 giugno - Richmond Landon, altista statunitense (n. 1898)
- 13 giugno - James McDonald, fisico statunitense (n. 1920)
- 13 giugno - Máiréad Ní Ghráda, drammaturga e poetessa irlandese (n. 1896)
- 13 giugno - Mafalda Salvatini, soprano italiano (n. 1886)
- 14 giugno - Ado Furlan, scultore italiano (n. 1905)
- 14 giugno - Carlos P. Garcia, politico e poeta filippino (n. 1896)
- 14 giugno - Ernesto Enrico di Sassonia, nobile tedesco (n. 1896)
- 15 giugno - Tonny van Leeuwen, calciatore olandese (n. 1943)
- 15 giugno - Hillel Oppenheimer, botanico e agronomo israeliano (n. 1899)
- 15 giugno - Wendell Meredith Stanley, biochimico statunitense (n. 1904)
- 15 giugno - Thomas Thould, pallanuotista britannico (n. 1886)
- 16 giugno - Domenico Coggiola, politico italiano (n. 1894)
- 16 giugno - Italo Oxilia, antifascista italiano (n. 1887)
- 16 giugno - Ellaline Terriss, attrice inglese (n. 1872)
- 17 giugno - Arif Heralić, operaio jugoslavo (n. 1922)
- 18 giugno - Gastone Baldi, calciatore e allenatore di calcio italiano (n. 1901)
- 18 giugno - Pedro Casella, calciatore uruguaiano (n. 1898)
- 18 giugno - Thomas Gomez, attore statunitense (n. 1905)
- 18 giugno - Libby Holman, cantante e attrice statunitense (n. 1904)
- 18 giugno - Paul Karrer, chimico svizzero (n. 1889)
- 18 giugno - Francesco Moranino, partigiano e politico italiano (n. 1920)
- 19 giugno - Garfield Wood, inventore, imprenditore e pilota motonautico statunitense (n. 1880)
- 21 giugno - Aleksej Michajlovič Isaev, ingegnere sovietico (n. 1908)
- 21 giugno - Antoine Pol, poeta francese (n. 1888)
- 22 giugno - Ettore Cozzani, scrittore, poeta e editore italiano (n. 1884)
- 22 giugno - Amilcare Savojardo, dirigente sportivo, allenatore di calcio e calciatore italiano (n. 1890)
- 23 giugno - Maria Anna di Braganza, nobile portoghese (n. 1899)
- 23 giugno - Jean Fréville, scrittore e storico francese (n. 1895)
- 24 giugno - Otello Bellei, calciatore italiano (n. 1906)
- 24 giugno - Niek Michel, calciatore olandese (n. 1912)
- 24 giugno - Willard Schrader, ginnasta e multiplista statunitense (n. 1883)
- 24 giugno - Gunnar Sköld, ciclista su strada svedese (n. 1894)
- 25 giugno - Mario Magnozzi, calciatore e allenatore di calcio italiano (n. 1902)
- 25 giugno - Mignon Nevada, soprano britannica (n. 1886)
- 25 giugno - John Boyd Orr, politico e biologo scozzese (n. 1880)
- 26 giugno - Johannes Frießner, generale tedesco (n. 1892)
- 26 giugno - Juan Manén, violinista e compositore spagnolo (n. 1883)
- 26 giugno - Paolo Scheggi, artista italiano (n. 1940)
- 27 giugno - Ermelindo Bonilauri, calciatore e allenatore di calcio italiano (n. 1912)
- 27 giugno - William Elliot, ufficiale inglese (n. 1896)
- 28 giugno - Mario Apollonio, critico letterario, critico teatrale e antifascista italiano (n. 1901)
- 28 giugno - Martin Benka, pittore e illustratore slovacco (n. 1888)
- 28 giugno - Paul Boulet, scrittore e esperantista francese (n. 1884)
- 28 giugno - Camille Clifford, attrice teatrale e modella belga (n. 1885)
- 28 giugno - Wilfrid Le Gros Clark, chirurgo e paleontologo inglese (n. 1895)
- 28 giugno - Piero Portalupi, direttore della fotografia italiano (n. 1913)
- 28 giugno - Hendrik Scherpenhuijzen, schermidore olandese (n. 1882)
- 28 giugno - Franz Stangl, militare austriaco (n. 1908)
- 29 giugno - Néstor Mesta Chaires, tenore messicano (n. 1908)
- 29 giugno - Georgij Timofeevič Dobrovol'skij, cosmonauta sovietico (n. 1928)
- 29 giugno - Antonio Muolo, militare italiano (n. 1950)
- 29 giugno - Viktor Ivanovič Pacaev, cosmonauta sovietico (n. 1933)
- 29 giugno - Vladislav Nikolaevič Volkov, cosmonauta sovietico (n. 1935)
- 30 giugno - Georgi Asparuhov, calciatore bulgaro (n. 1943)
- 30 giugno - Herbert Biberman, regista, sceneggiatore e produttore cinematografico statunitense (n. 1900)
- 30 giugno - Alberto Ghilardi, pistard e ciclista su strada italiano (n. 1909)
- 30 giugno - Nikola Kotkov, calciatore bulgaro (n. 1938)
- 30 giugno - Giovanni Battista Scapinelli di Leguigno, arcivescovo cattolico e nobile italiano (n. 1908)